# Episodi di Arrested Development - Ti presento i miei (terza stagione)
La terza stagione della serie televisiva Arrested Development - Ti presento i miei è stata trasmessa in prima visione negli Stati Uniti d'America da Fox dal 19 settembre 2005 al 10 febbraio 2006. 
In Italia la stagione è stata trasmessa in prima visione sul digitale terrestre da Iris dal 12 al 28 agosto 2009.
| nº | Titolo originale      | Titolo italiano        | Prima TV USA      | Prima TV Italia |
| -- | --------------------- | ---------------------- | ----------------- | --------------- |
| 1  | The Cabin Show        | La capanna             | 19 settembre 2005 | 12 agosto 2009  |
| 2  | For British Eyes Only | Solo per gli inglesi   | 26 settembre 2005 | 13 agosto 2009  |
| 3  | Forget Me Now         | Non ti scordar di me   | 3 ottobre 2005    | 14 agosto 2009  |
| 4  | Notapusy              | Non solo bella         | 7 novembre 2005   | 17 agosto 2009  |
| 5  | Mr. F                 | Mister F.              | 7 novembre 2005   | 18 agosto 2009  |
| 6  | The Ocean Walker      | Il matrimonio          | 5 dicembre 2005   | 19 agosto 2009  |
| 7  | Prison Break-In       | Galà di beneficenza    | 12 dicembre 2005  | 20 agosto 2009  |
| 8  | Making a Stand        | L'uno contro l'altro   | 19 dicembre 2005  | 21 agosto 2009  |
| 9  | S.O.B.s               | La cena di beneficenza | 2 febbraio 2006   | 24 agosto 2009  |
| 10 | Fakin' It             | L'inganno              | 10 febbraio 2006  | 25 agosto 2009  |
| 11 | Family Ties           | Legami familiari       | 10 febbraio 2006  | 26 agosto 2009  |
| 12 | Exit Strategy         | Strategia di fuga      | 10 febbraio 2006  | 27 agosto 2009  |
| 13 | Development Arrested  | L'epilogo              | 10 febbraio 2006  | 28 agosto 2009  |